# The Best of Percy Sledge
| Recensione | Giudizio |
| ---------- | -------- |
| AllMusic   |          |

The Best of Percy Sledge è una Compilation del cantante soul statunitense Percy Sledge, pubblicato dalla casa discografica Atlantic Records nel febbraio del 1969.

## Tracce

### LP
Lato A
1. When a Man Loves a Woman – 2:51 (Calvin Lewis, Andrew Wright) – Tratto dall'album: When a Man Loves a Woman (1966)
2. Out of Left Field – 3:28 (Dan Penn, Spooner Oldham) – Tratto dall'album: Take Time to Know Her (1968)
3. Take Time to Know Her – 3:02 (Steve Davis, Al Gallico) – Tratto dall'album: Take Time to Know Her (1968)
4. Warm and Tender Love – 3:14 (Bobby Robinson) – Tratto dall'album: Warm & Tender Soul (1966)
5. Just Out of Reach (Of My Two Empty Arms) – 3:31 (Virgil F. Stewart) – Tratto dall'album: The Percy Sledge Way (1967)
6. The Dark End of the Street – 2:45 (Chips Moman, Dan Penn) – Tratto dall'album: The Percy Sledge Way (1967)

Lato B
1. Cover Me – 2:47 (Marlin Greene, Eddie Hinton) – Tratto dall'album: Take Time to Know Her (1968)
2. Sudden Stop – 2:44 (Bobby Russell) – Tratto dall'album: Take Time to Know Her (1968)
3. Baby Help Me – 2:29 (Bobby Womack) – Tratto dall'album: Take Time to Know Her (1968)
4. It Tears Me Up – 2:47 (Dan Penn, Spooner Oldham) – Tratto dall'album: Warm & Tender Soul (1966)
5. My Special Prayer – 3:03 (Joe Simon) – Tratto dall'album: The Percy Sledge Way (1967)
6. You're All Around Me – 3:06 (Eddie Hinton, Donald Fritts) – Pubblicato nel 1968 solo in formato 45 giri (Atlantic Records, 2563)

## Musicisti
- Percy Sledge - voce
- Altri musicisti non accreditati

Note aggiuntive
- Quin Ivy e Marlin Greene - produttori
- Joel Brodsky - foto copertina album originale
- Loring Eutemey - design copertina album originale
- Tom ("The Master Blaster") Reed (KGFJ Radio) - note retrocopertina album originale[2]

## Classifica
Album
| Anno | Classifica             | Posizione raggiunta |
| ---- | ---------------------- | ------------------- |
| 1969 | Billboard 200          | 133                 |
| 1969 | Top R&B/Hip-Hop Albums | 27                  |